# Innoshima (Insel)
Innoshima (japanisch 因島) ist eine Insel der japanischen Seto-Inlandsee. Sie liegt innerhalb des Verwaltungsgebiets der Stadt Onomichi in der Präfektur Hiroshima.

## Geschichte
Während der Sengoku-Zeit (1467–1603) herrschten auf den Geiyo-Inseln die Murakami Kaizoku (村上海賊). Der Innoshima-Zweig des Murakami-Klans baute Befestigungen auf der Insel und hinterließ auch kulturell Spuren.

## Geographie
Innoshima ist Teil der Geiyo-Inseln. Sie hat eine Fläche von 34,97 km² bei einem Umfang von 31,9 km. Die höchste Erhebung erreicht 390,2 m. Die Bevölkerung betrug 21.714 Einwohner im Jahr 2020 und war damit rückläufig gegenüber einer Einwohnerzahl von 28.411 im Jahr 1995.
| Jahr          | 1995   | 2000   | 2005   | 2010   | 2015   | 2020   |
| ------------- | ------ | ------ | ------ | ------ | ------ | ------ |
| Einwohnerzahl | 28.411 | 26.459 | 26.613 | 25.430 | 22.714 | 21.714 |

## Sehenswürdigkeiten

### Museen und Ausstellungen

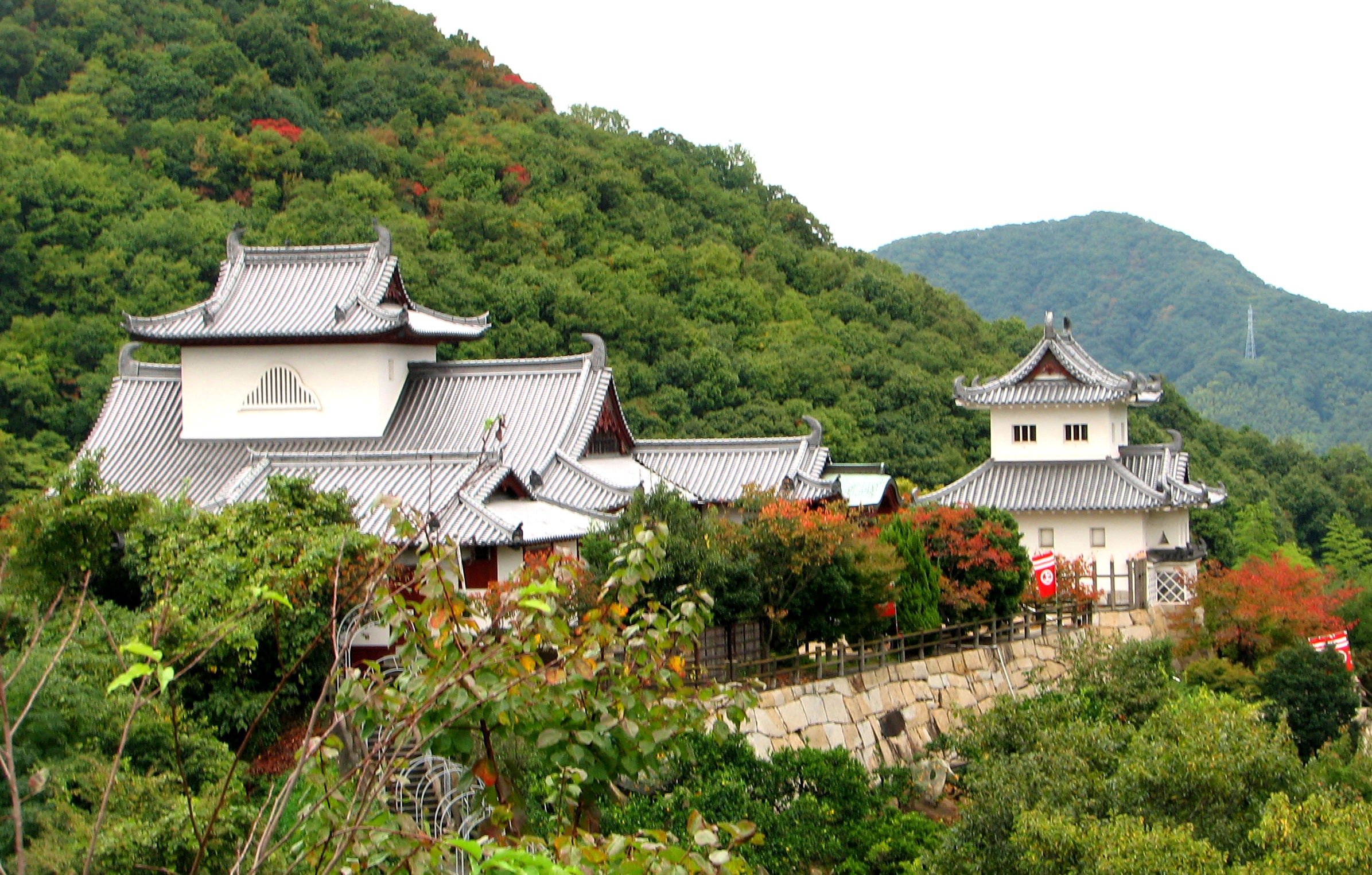
Burg Innoshima-Suigun

Die Museumsburg Innoshima-Suigun (因島水軍城) wurde 1983 erbaut. Ausgestellt werden historische Materialien wie Waffen und Dokumente der Murakami Kaizoku, die von der Namboku-chō-Zeit bis zur Muromachi-Zeit herrschten.
Die  Hon'inbo Shusaku Go Memorial Hall (本因坊秀策囲碁記念館) erinnert an Hon’inbō Shūsaku (1829–1862). Der auf der Insel aufgewachsene Go-Spieler errang 19 Siege in Folge beim Go-Tournier des Shōguns. Eine von ihm erfundene Shūsaku-Eröffnung wurde noch bis ins 20. Jahrhundert gespielt. Innoshima ist daher auch als „Insel des Go“ bekannt.
Auf der Nordseite der Insel befindet sich das Marine Bio Center Aquarium (マリンバイオセンター水族館), das seit 1989 kostenlos für die Öffentlichkeit zugänglich ist. In dem zur Universität Fukuyama gehörenden Aquarium gibt es etwa 20 Ausstellungsbecken, darunter ein großes Becken mit einem Wasservolumen von 150.000 Litern, ein „Berührungsbecken“, in dem Besucher mit den Lebewesen der nahen Küste interagieren können, und ein Becken, um die Forschungsaktivitäten an der Universität vorzustellen.

### Religiöse Stätten
Der Ōyama-Schrein (大山神社) gilt als der älteste Schrein auf Innoshima. Ein weiterer Schrein ist der Ishikiri-Schrein. Zu den buddhistischen Tempeln der Insel zählt der Chofuku-ji und der Kinren-ji (金蓮寺), der sich in der Nähe der Museumsburg befindet.

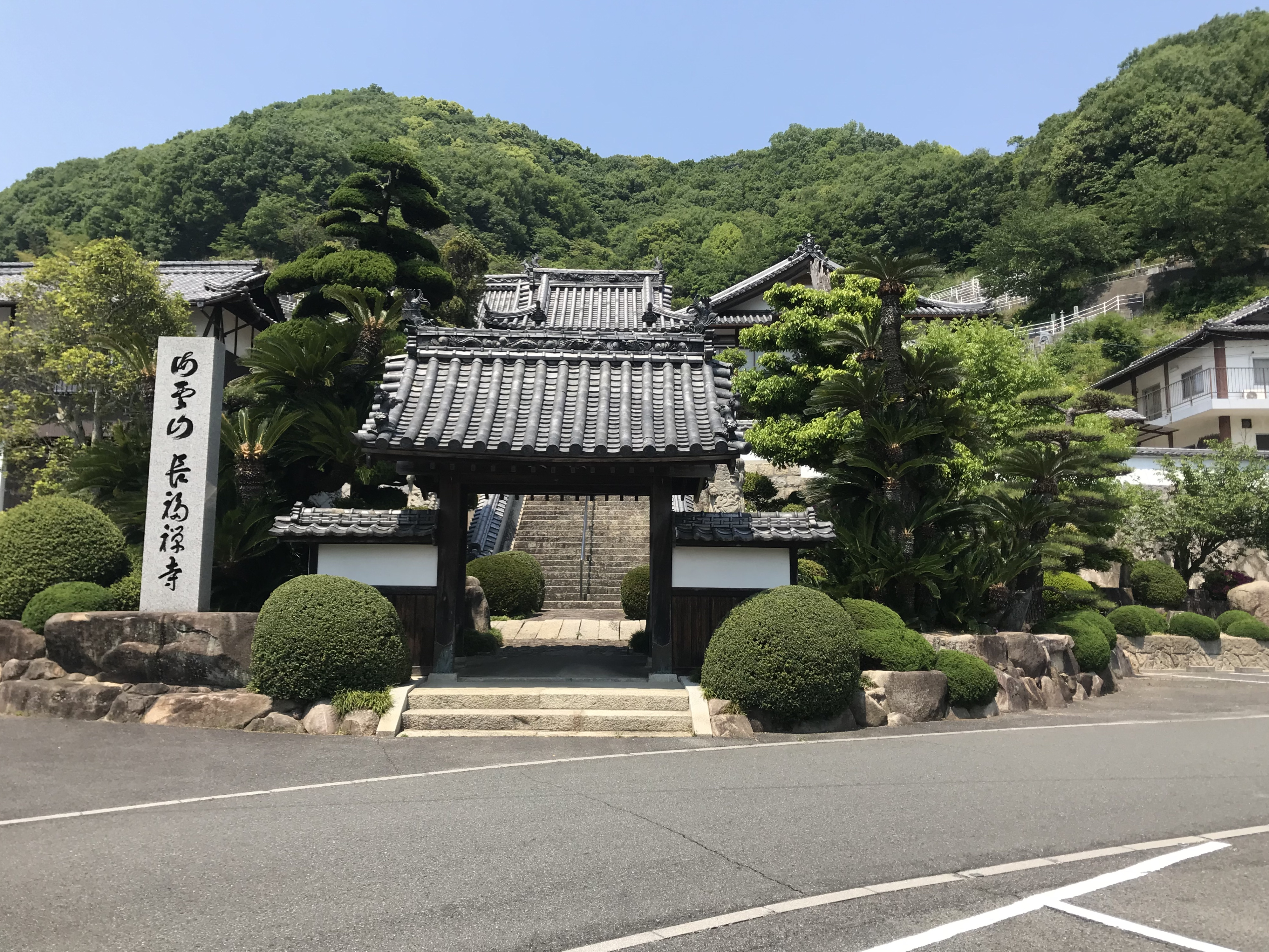
Chofuku-ji
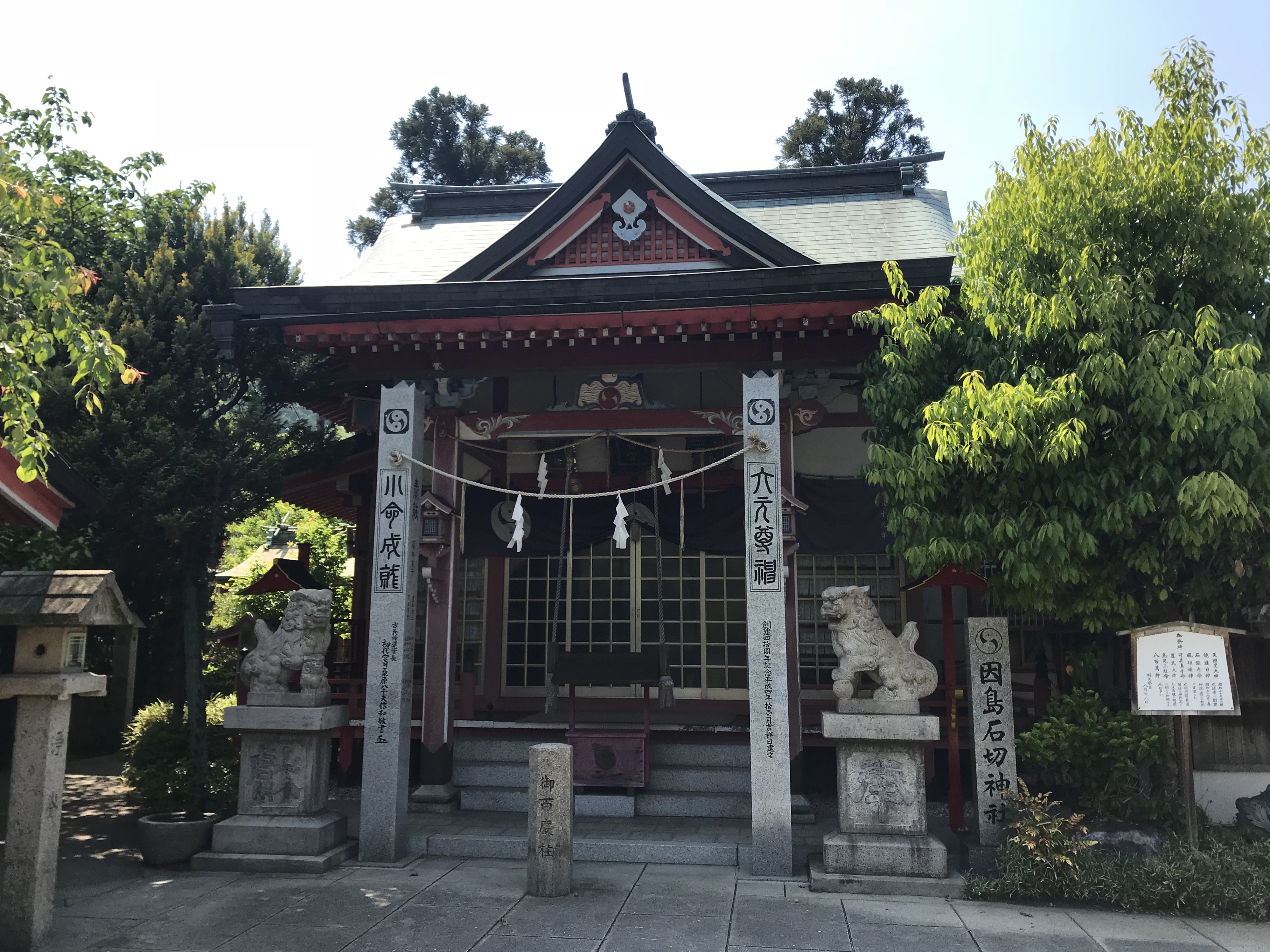
Haiden des Ishikiri-Schreins

### Parks, Denkmäler und Landmarken
Auf einer im Südosten gelegenen Halbinsel befindet sich auf einem kleinen Hügel der Mitsuharu-Park (光春公園). Der 2002 eröffnete Park bietet eine Aussicht über die nördlich gelegene Bucht.
Eine weitere Sehenswürdigkeit ist das Innoshima-Blumenzentrum (県立因島フラワーセンター), das Blumen aus aller Welt beherbergt.
Im Norden der Insel befindet sich der Ōhamazaki-Leuchtturm (大浜崎灯台). Der seit 1892 betriebene Leuchtturm unterstützt die Sicherheit des Schiffsverkehrs in der Meerenge zwischen den Inseln Innoshima und Mukaishima. Westlich des Leuchtturms liegt der Innoshima Amenity Park (因島アメニティ公園) und der etwa einen Kilometer lange Sandstrand Shimanami Beach (しまなみビーチ). Auf Innoshima befinden sich zudem mehrere Überreste von Burgen des Murakami-Klans, die seit 1957 auf Präfekturebene als Historische Stätten ausgewiesen sind. Die drei Burgen waren die Burg Nagasaki (長崎城) im Süden, die Burg Aoki (長崎城) im Norden und die Burg Aokage (青陰城) im Zentrum der Insel auf 275 m Höhe.

## Verkehr

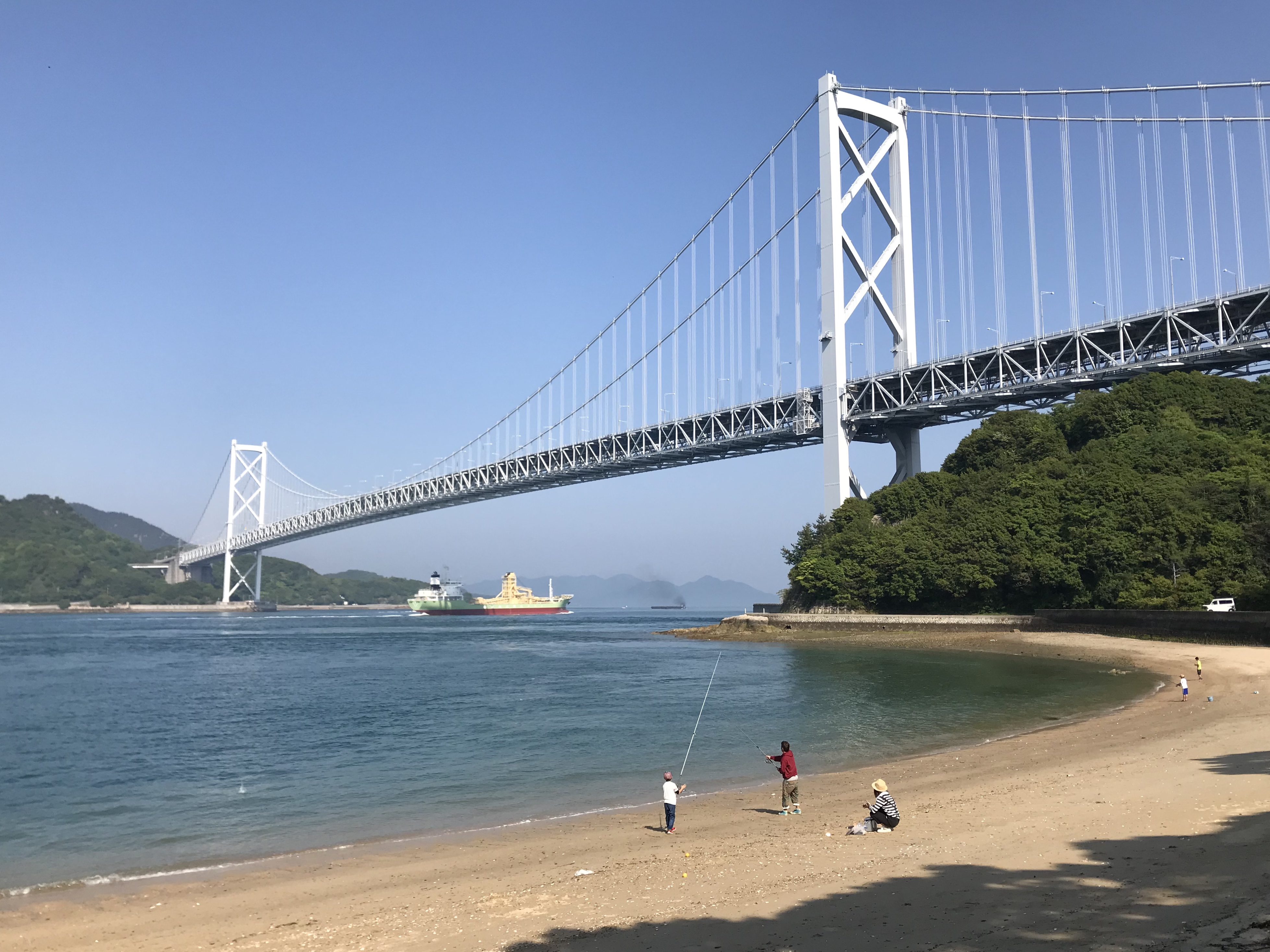
Innoshima-Brücke nach Mukaishima

Innoshima ist eine der sechs größeren Inseln die über die Brücken der Shimanami-Autobahn mit den Hauptinseln Shikoku und Honshū verbunden sind. Im Südwesten führt die Ikuchi-Brücke nach Ikuchi-jima und im Nordosten die Innoshima-Brücke nach Mukaishima. Auch der Shimanami-Kaidō-Radweg führt über die Insel. Auf Innoshima verlaufen zudem die Präfekturstraßen 122, 366 und 367 sowie die Nationalstraße 317. Es gibt Fährverbindungen der Ōmishima-Blue-Line zu den südlich gelegenen direkten Nachbarinseln Ikina-jima und Yugeshima und von dort aus weiter zu den nächsten Inseln im Südosten bzw. Südwesten.

## Wirtschaft
Bereits seit langer Zeit ist der Schiffbau ein wichtiger Wirtschaftszweig der Insel. Zu den Schiffsbauunternehmen mit Niederlassungen auf der Insel gehören Naikai Zōsen (内海造船株式会社), SANWA DOCK (株式会社三和ドック), Hitachi Zōsen und Japan Marine United. Zudem werden auf Innoshima Zitrusfrüchte angepflanzt und Dalmatinische Insektenblumen, die zur Herstellung des Insektizids Pyrethrum dienen.